# Хризостом I (архиепископ Кипрский)
Архиепископ Хризостом I (греч. Αρχιεπίσκοπος Χρυσόστομος Α΄, в миру Христо́форос Аристоди́му, греч. Χριστόφορος Αριστοδήμου; 27 сентября 1927, деревня Статос, близ Пафоса, Кипр — 22 декабря 2007, Никосия) — предстоятель Кипрской Православной Церкви в 1977—2006.

## Биография
Родился 27 сентября 1927 года в бедной крестьянской семье в деревне Статос около города Пафоса (тогда британский Кипр).
В 1940 году окончил начальную школу в родной деревне и вскоре поступил послушником в Киккский монастырь. В последние несколько лет, в течение которых он служил полушником, он посещал занятия средней школе, которую Киккский монастырь содержал тогда для своих послушников. В 1946 году он был направлен в качестве стипендиата монастыря в Панкипрскую гимназию в Никосии для завершения среднего образования. В 1950 году он окончил гимназию.
18 февраля 1951 года архиепископ и этнарх Макарий III рукоположил его в сан диакона с наречением имени Хризостом.
В 1952 он отправился в Афины и поступил в Афинский университет. Во время учёбы в Афинах и после назначения архиепископа Макария III, который остался в Афинах после своего возвращения с Сейшельских островов, он получил направление в канцелярию этнархии (Γραφείου ᾿Εθναρχίας) в греческой столице. В 1961 год он окончил университет со степенями по философии и теологии.
В том же году он вернулся на Кипр и 29 октября 1961 года был рукоположён в сан пресвитера и возведен в сан архимандрита архиепископом Макарием III. С 1961 по 1966 год он работал учителем в средней школе для мальчиков Киккоса и в семинарии имени апостола Варнавы. Он также представлял Кипрскую церковь на различных межцерковных конференциях. В 1966 году он отправился в Англию для дальнейшего обучения и изучения английского языка.
28 марта 1968 года по предложению архиепископа Макария III Священный Синод Кипрской церкви избрал его титулярным хорепископом Кипрской архиепископии с титулом епископа «Констанцский». Его рукоположение в сан епископа состоялось 14 апреля 1968 года. Он также с большим усердием помогал архиепископу Макарию III в решении различных церковных вопросов, особенно церковного кризиса, который возник в результате действий трёх кипрских митрополитов Пафского Геннадия, Китийского Анфима и Кирениийского Киприана. Он искренне и последовательно поддерживал архиепископа Макария III.
28 июля 1973 года избран митрополитом Пафским. Отмечается, что Пафская митрополия находилась тогда в состоянии растерянности из-за отсутствия на престоле митрополита Геннадия, низложенного Великим Священным Синодом в 1973 году. В любом случае, с Престола Пафоской митрополии и в последующие трагические для Кипра дни, связанные с переворотом хунты и турецким вторжением (1974), он последовательно поддерживал покойного архиепископа и этнарха Макария III и он много и кропотливо работал для поддержки и укрепления как своей паствы, так и всего кипрского народа в целом. Искренне, в особенности, была его помощь и поддержка всем тем беженцам, которые, изгнанные из родных мест, нашли убежище в Пафосе, а также другим нашим нуждающимся и борющимся людям. Характерно, что в телеинтервью в декабре 1977 года он подчеркнул, что "Пафская митрополия, несмотря на то, что ей не хватает ресурсов, вынуждена ежегодно брать кредит в размере более 15 000 кипрских фунтов, чтобы иметь возможность однако для удовлетворения своих неотложных потребностей с октября 1974 по декабрь 1976 года он пожертвовал на благотворительность, облегчение страданий и помощь школам и церквям перемещённых лиц сумму, превышающую 25 000 кипрских фунтов. Это была очень значительная сумма на то время для Пафской митрополии.
Что касается духовной сферы, то в течение четырёх лет возглавления Пафской митрополии он с отеческой любовью и интересом обращал свою заботу и внимание на взращивание и стимулирование религиозного сознания своей паствы. С этой целью он укреплял и горячо поддерживал работу катехизических школ и христианских студенческих групп. По его собственному благословению как в Пафосе, так и в различных общинах были созданы православные центры с богатой церковной, духовной, национальной, социальной, культурной деятельностью и вкладом. Кульминацией их деятельности стали ставшие ежегодными двухдневные Фестивали, которые проводились в мае в городе Пафос всеми Православными Центрами, участием большого количества людей.
По собственному благословению, Пафская митрополия, первопроходцем, издавала ежемесячный молодежный журнал «Νέοι ῎Ανθρωποι», который с большим успехом распространялся во всех средних школах Пафской митрополии, в Катехизических школах, в Центрах молодёжи, в православных христианских центрах и др. Под его собственной опекой он также руководил Школой византийской музыки в Пафосе, где уроки предлагались бесплатно.
Но также и в экономическом секторе, стремясь эффективно справиться с безработицей среди жителей и в целом преодолеть экономическое увядание города и провинции Пафос, он сначала основал фабрику пластмассовых изделий KOSMOPLAST в Героскипу, а затем завод по производству металлических труб в Анатолико. В более раннем заявлении (1979) подчеркнул, что он осуществил все это «в месте, где мало кто видел тщетность любых инвестиций на Кипре и просил уйти, но также и для того, чтобы вселить в людей уверенность в нашем выживании на нашей земле»! Он, как митрополит Пафоский, приложил большие и напряженные усилия для создания большого порта и аэропорта. Эти усилия он продолжил и позже, после своего избрания на Архиерейский Престол.
В качестве хорепископа и митрополита неоднократно представлял Кипрскую Церковь на православных и других церковных конференциях и собраниях, на юбилеях и интронизациях новых Предстоятелей Православных Церквей.
При своей обширной деятельности в качестве митрополита Пафосского и его вкладе в различные области деятельности — церковную, духовную, этническую, культурную, благотворительную, социальную и т. д., но и с общепризнанным авторитетом харизматического лидерства его личности, он завоевал любовь, признательность и уважение своей паствы. Именно по этой причине, после смерти покойного архиепископа и общенационального лидера Макария III, кипрское эллинство массово обратилось к нему, видя в лице тогдашнего митрополита Пафосского нового достойного Предстоятеля Кипрской Церкви. После кончины архиепископа Макария III (3 августа 1977 г.) он принял в соответствии со Уставом Кипрской церкви попечительство над архиепископским престолом и органично организовал проведение выборов по выдвижению представителей духовенства и народа, которые примут участие в Избирательной ассамблее, которая изберет нового архиепископа Кипра. Эта Ассамблея собралась 12 ноября 1977 года и единогласно, избрала его архиепископом Новой Юстинианы и всего Кипра. Возведение его на Архиерейский Престол произошло на следующий день, 13 ноября 1977 года, в день его тезотменитства.
Во время посещения летом 1978 года Русской Православной Церкви архиепископу Хризостому был вручён диплом почётного члена Ленинградской духовной академии.
Заботами Архиепископа Хризостома построено большое количество новых храмов. Ряд древних храмов и монастырей восстановлен. Например, монастыри: св. мученицы Феклы, св. великомученика Пантелеимона, и другие. Для пополнения монастырей Его Блаженство привез с Афона молодых иноков-священнослужителей.
В 2000 году получил тяжёлую травму головы, от которой так и не смог оправиться. Страдал болезнью Альцгеймера и с 2002 года фактически не исполнял свои обязанности. Состояние его здоровья ухудшилось после падения с лестницы архиепископского дворца в 2003 году.
Болезнь Архиепископа Хризостома, сделавшая его фактически неспособным управлять Церковью, не лучшим образом сказалась на положении внутри Церкви: скандалы на экономической и нравственной почве, связанные с именами иерархов, не раз становились предметом обсуждения общественности, хотя большая часть обвинений так и не была доказана в церковных судах. Разногласия между епископами Кипрской церкви оказались столь сильны, что в октябре 2005 года три архиерея – сторонника избрания нового архиепископа – отправились в Стамбул и попросили Патриарха Варфоломея I стать посредником в споре между кипрскими иерархами. Затем Константинопольский Патриархат посетили епископы, выступающие против избрания нового Предстоятеля, и изложили Варфоломею I свои аргументы. Патриарх объявил, что созовет Большой собор для решения этой проблемы. В мае 2006 года Собор под председательством Константинопольского Патриарха Варфоломея, а также Патриархов Иерусалимского, Александрийского и Антиохийского признал Блаженнейшего Хризостома недееспособным и рекомендовал отправить его с почётом на покой.
Скончался 22 декабря 2007 года в больнице города Никосия.